# Stazione meteorologica di Monte Argentario
La stazione meteorologica di Monte Argentario è la stazione meteorologica di riferimento per il Servizio Meteorologico dell'Aeronautica Militare e per l'Organizzazione Meteorologica Mondiale relativa a Monte Argentario.

## Caratteristiche

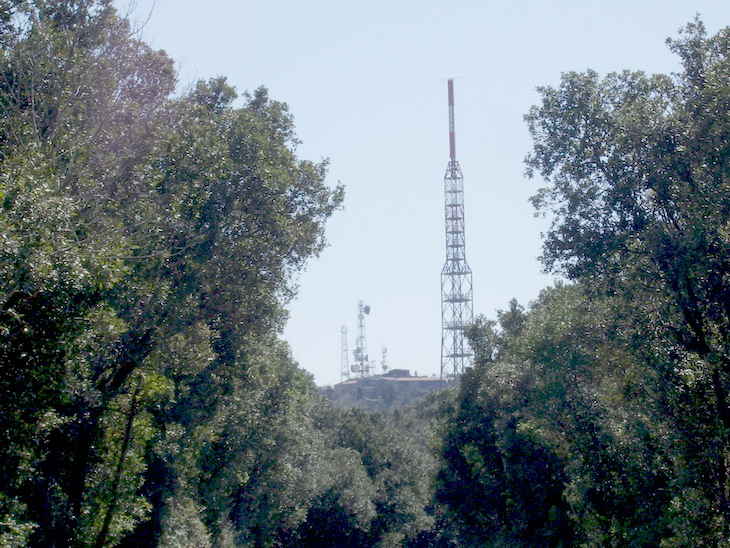
La vetta del Monte Telegrafo con i ripetitori e la stazione meteorologica

La stazione meteorologica si trova nell'Italia centrale, in Toscana, in provincia di Grosseto, nel comune di Monte Argentario, ad un'altezza di 632 metri s.l.m. e alle coordinate geografiche 42°23′N 11°10′E. La sua esatta ubicazione è alla sommità del promontorio dell'Argentario, sul Monte Telegrafo, presso il luogo di ubicazione della perduta Torre di Punta Telegrafo.
Attiva 24 ore su 24, la stazione meteorologica fornisce un punto di supporto alla navigazione aerea, oltre ad effettuare rilevazioni orarie sullo stato del cielo (nuvolosità in chiaro) e su temperatura, precipitazioni, pressione atmosferica con valore normalizzato al livello del mare, umidità relativa, direzione e velocità del vento.

## Medie climatiche ufficiali

### Dati climatologici 1971-2000
In base alle medie climatiche del trentennio 1971-2000, le più recenti in uso, la temperatura media del mese più freddo, gennaio, è di 5,9 °C, mentre quella del mese più caldo, agosto, è di 22,7 °C; mediamente si contano 14 giorni di gelo all'anno e 11 giorni annui con temperatura massima uguale o superiore a 30 °C. Nel trentennio esaminato, i valori estremi di temperatura sono i +37,8 °C dell'agosto 1998 e i -9,0 °C del gennaio 1979.
Le precipitazioni medie annue si attestano a 455 mm, mediamente distribuite in 51 giorni, con minimo prolungato tra il tardo inverno, la primavera e l'estate e moderato picco in autunno.
L'umidità relativa media annua fa registrare il valore di 72,8% con minimo di 64% a luglio e massimo di 79% a novembre; mediamente si contano 150 giorni annui con episodi nebbiosi.
Di seguito è riportata la tabella con le medie climatiche e i valori massimi e minimi assoluti registrati nel trantennio 1971-2000 e pubblicati nell'Atlante Climatico d'Italia del Servizio Meteorologico dell'Aeronautica Militare relativo al medesimo trentennio.

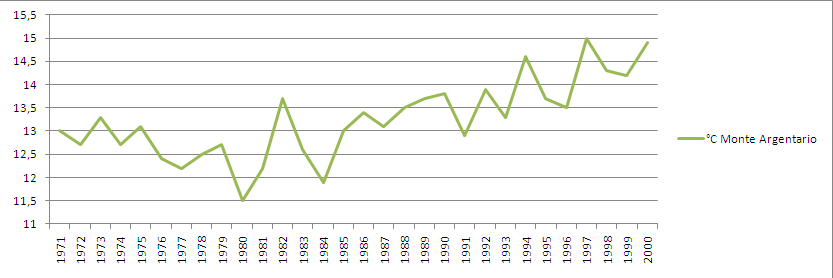
Andamento della temperatura media annua dal 1971 al 2000

| Monte Argentario (1971-2000)    | Mesi        | Mesi        | Mesi        | Mesi        | Mesi        | Mesi        | Mesi        | Mesi        | Mesi        | Mesi        | Mesi        | Mesi        | Stagioni | Stagioni | Stagioni | Stagioni | Anno  |
| Monte Argentario (1971-2000)    | Gen         | Feb         | Mar         | Apr         | Mag         | Giu         | Lug         | Ago         | Set         | Ott         | Nov         | Dic         | Inv      | Pri      | Est      | Aut      | Anno  |
| ------------------------------- | ----------- | ----------- | ----------- | ----------- | ----------- | ----------- | ----------- | ----------- | ----------- | ----------- | ----------- | ----------- | -------- | -------- | -------- | -------- | ----- |
| T. max. media (°C)              | 8,0         | 8,6         | 10,6        | 13,0        | 18,0        | 21,9        | 25,8        | 26,3        | 22,1        | 17,1        | 11,9        | 8,9         | 8,5      | 13,9     | 24,7     | 17,0     | 16,0  |
| T. min. media (°C)              | 3,7         | 3,7         | 5,2         | 7,3         | 11,6        | 15,1        | 18,5        | 19,1        | 15,7        | 12,1        | 7,6         | 4,8         | 4,1      | 8,0      | 17,6     | 11,8     | 10,4  |
| T. max. assoluta (°C)           | 17,8 (1999) | 20,2 (1990) | 21,2 (1989) | 23,2 (1998) | 28,2 (1999) | 32,0 (1996) | 36,2 (1998) | 37,8 (1998) | 32,0 (1997) | 27,6 (1986) | 21,2 (1996) | 17,0 (1991) | 20,2     | 28,2     | 37,8     | 32,0     | 37,8  |
| T. min. assoluta (°C)           | −9,0 (1979) | −5,4 (1986) | −7,7 (1971) | 0,0 (1991)  | 1,0 (1991)  | 6,8 (1986)  | 10,3 (1976) | 10,4 (1989) | 5,7 (1971)  | 1,8 (1974)  | −3,0 (1998) | −5,8 (1988) | −9,0     | −7,7     | 6,8      | −3,0     | −9,0  |
| Giorni di calura (Tmax ≥ 30 °C) | 0           | 0           | 0           | 0           | 0           | 0           | 4           | 7           | 0           | 0           | 0           | 0           | 0        | 0        | 11       | 0        | 11    |
| Giorni di gelo (Tmin ≤ 0 °C)    | 4           | 4           | 2           | 0           | 0           | 0           | 0           | 0           | 0           | 0           | 1           | 3           | 11       | 2        | 0        | 1        | 14    |
| Precipitazioni (mm)             | 45,1        | 39,9        | 37,4        | 39,4        | 25,0        | 12,6        | 6,7         | 21,2        | 43,6        | 66,4        | 65,6        | 52,2        | 137,2    | 101,8    | 40,5     | 175,6    | 455,1 |
| Giorni di pioggia               | 5           | 4           | 4           | 6           | 4           | 2           | 1           | 2           | 4           | 6           | 7           | 6           | 15       | 14       | 5        | 17       | 51    |
| Giorni di nebbia                | 15          | 13          | 14          | 17          | 14          | 11          | 8           | 9           | 13          | 15          | 16          | 16          | 44       | 45       | 28       | 44       | 161   |
| Umidità relativa media (%)      | 77          | 74          | 73          | 74          | 70          | 69          | 64          | 66          | 72          | 78          | 79          | 77          | 76       | 72,3     | 66,3     | 76,3     | 72,8  |

### Dati climatologici 1961-1990

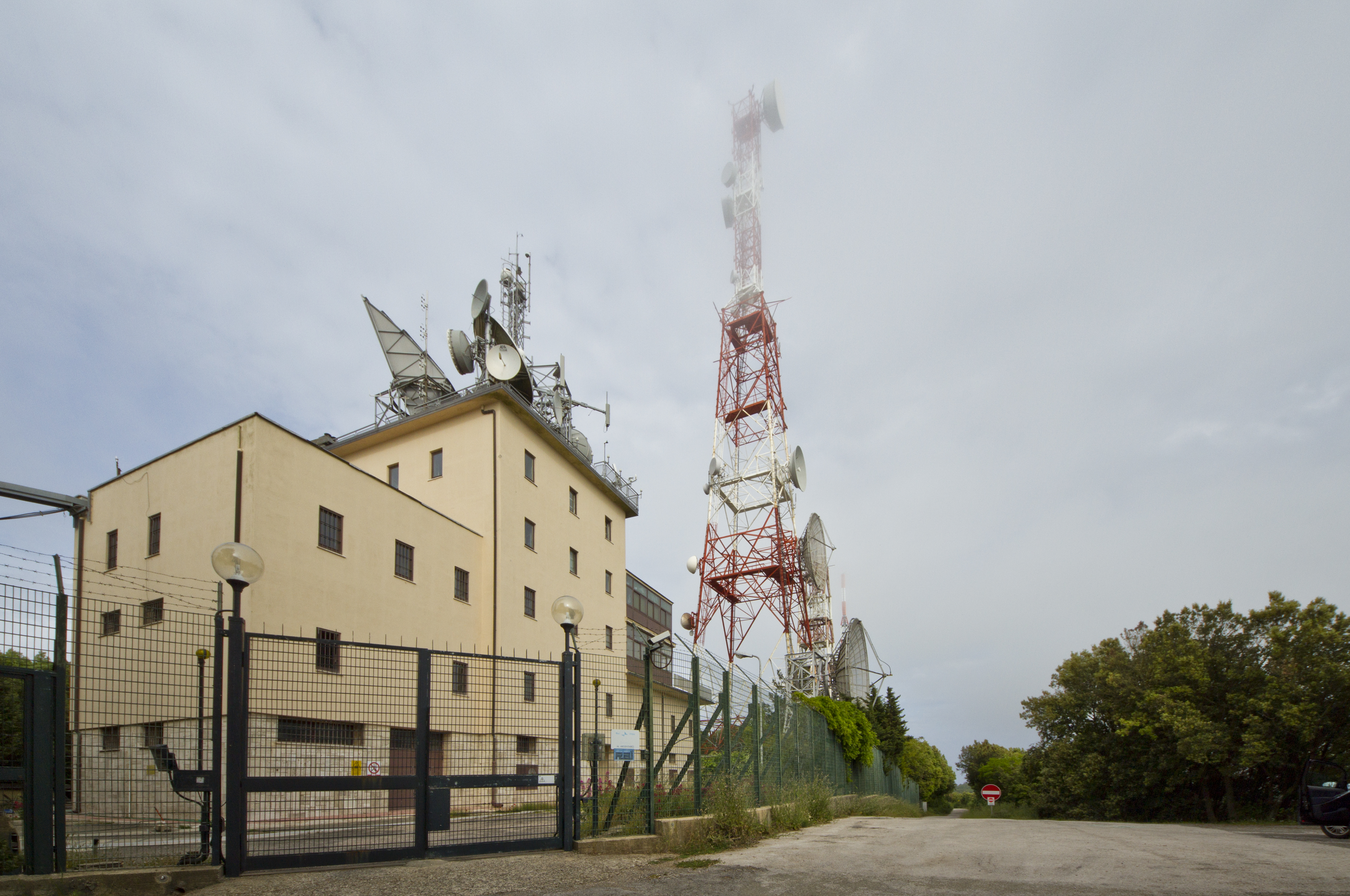
Monte Telegrafo

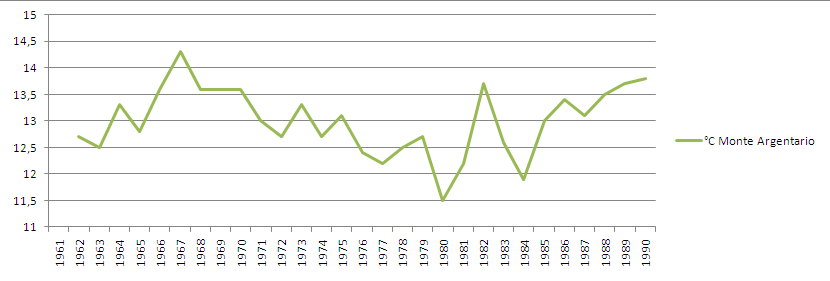
Andamento della temperatura media annua dal 1961 al 1990 (inizio della serie temporale nel 1962)

In base alla media trentennale di riferimento 1961-1990, ancora in uso per l'Organizzazione meteorologica mondiale e denominata Climate Normal (CLINO), effettivamente elaborata a partire dal 1964, dopo l'entrata in funzione della stazione meteorologica avvenuta nel novembre 1961, la temperatura media del mese più freddo, gennaio, è di +5,6 °C; quella del mese più caldo, luglio, di +21,9 °C. Rispetto ai valori che si registrano nei centri abitati, situati quasi al livello del mare, essi risultano poco rappresentativi, essendo decisamente inferiori. Ciò nonostante, si contano mediamente soltanto 12 giorni di gelo all'anno. La temperatura massima assoluta registrata durante il suddetto trentennio ha raggiunto il valore di +35,4 °C nel luglio 1983 (media delle massime assolute annue di +32,1 °C), mentre la minima assoluta ha toccato i -11,7 °C nel gennaio 1963 (media delle minime assolute annue di -4,3 °C), valore che costituisce il record minimo assoluto dell'intera serie storica.
La nuvolosità media annua si attesta ad un valore di 3,8 okta giornalieri, con minimo di 2,3 okta giornalieri a luglio e massimi di 4,5 okta giornalieri a febbraio, aprile e novembre: i valori appaiono influenzati dai numerosi, seppur temporanei, eventi di nebbia orografica.
Le precipitazioni medie annue superano di poco i 400 mm, concentrate in appena 50 giorni di pioggia, con un picco che si registra tra l'autunno inoltrato e l'inizio dell'inverno ed una lunga fase di siccità quasi ininterrotta tra l'inizio della primavera e i primi giorni di autunno. Relativamente alle precipitazioni, va segnalato che i 419 mm annui che si registrano presso la stazione meteorologica di Monte Argentario risultano essere il valore più basso dell'intero versante tirrenico peninsulare. La stazione meteorologica registra mediamente 209 giorni all'anno con cielo completamente sereno, 48 giorni con cielo nuvoloso; nei rimanenti 108 giorni il cielo risulta variabile, tra il poco e il parzialmente nuvoloso.
L'umidità relativa media, piuttosto elevata, è quasi sempre superiore al 70%, con un minimo del 66% in luglio e un massimo dell'81% in novembre.
I venti presenta una velocità media annua di 6 m/s, con minimo di 4,8 m/s ad agosto e massimo di 7 m/s a dicembre; le direzioni prevalenti sono di libeccio tra marzo e novembre, di levante a dicembre e a febbraio, di grecale a gennaio.
| Monte Argentario (1961-1990) | Mesi         | Mesi        | Mesi        | Mesi        | Mesi        | Mesi        | Mesi        | Mesi        | Mesi        | Mesi        | Mesi        | Mesi        | Stagioni | Stagioni | Stagioni | Stagioni | Anno  |
| Monte Argentario (1961-1990) | Gen          | Feb         | Mar         | Apr         | Mag         | Giu         | Lug         | Ago         | Set         | Ott         | Nov         | Dic         | Inv      | Pri      | Est      | Aut      | Anno  |
| ---------------------------- | ------------ | ----------- | ----------- | ----------- | ----------- | ----------- | ----------- | ----------- | ----------- | ----------- | ----------- | ----------- | -------- | -------- | -------- | -------- | ----- |
| T. max. media (°C)           | 7,7          | 8,2         | 10,2        | 13,1        | 17,5        | 21,4        | 25,4        | 25,2        | 21,7        | 17,1        | 11,9        | 8,8         | 8,2      | 13,6     | 24,0     | 16,9     | 15,7  |
| T. min. media (°C)           | 3,5          | 3,5         | 5,0         | 7,3         | 11,3        | 14,8        | 18,3        | 18,3        | 15,5        | 12,0        | 7,7         | 4,8         | 3,9      | 7,9      | 17,1     | 11,7     | 10,2  |
| T. max. assoluta (°C)        | 15,8 (1962)  | 20,2 (1990) | 21,2 (1989) | 25,0 (1970) | 27,2 (1986) | 35,0 (1962) | 35,4 (1983) | 34,6 (1972) | 31,8 (1962) | 27,6 (1986) | 19,0 (1965) | 17,0 (1961) | 20,2     | 27,2     | 35,4     | 31,8     | 35,4  |
| T. min. assoluta (°C)        | −11,7 (1963) | −6,0 (1962) | −8,5 (1963) | 0,2 (1962)  | 2,2 (1987)  | 6,4 (1969)  | 8,8 (1970)  | 9,5 (1963)  | 5,7 (1971)  | 1,8 (1974)  | −3,0 (1971) | −9,7 (1962) | −11,7    | −8,5     | 6,4      | −3,0     | −11,7 |
| Giorni di gelo (Tmin ≤ 0 °C) | 3            | 4           | 2           | 0           | 0           | 0           | 0           | 0           | 0           | 0           | 1           | 2           | 9        | 2        | 0        | 1        | 12    |
| Nuvolosità (okta al giorno)  | 4,4          | 4,5         | 4,4         | 4,5         | 3,9         | 3,3         | 2,3         | 2,5         | 3,2         | 3,7         | 4,5         | 4,4         | 4,4      | 4,3      | 2,7      | 3,8      | 3,8   |
| Precipitazioni (mm)          | 50,9         | 37,6        | 43,3        | 28,3        | 24,8        | 16,0        | 8,6         | 23,0        | 28,4        | 58,0        | 48,3        | 52,2        | 140,7    | 96,4     | 47,6     | 134,7    | 419,4 |
| Giorni di pioggia            | 6            | 5           | 5           | 4           | 4           | 3           | 1           | 2           | 3           | 5           | 6           | 6           | 17       | 13       | 6        | 14       | 50    |
| Umidità relativa media (%)   | 78           | 77          | 76          | 77          | 73          | 71          | 66          | 70          | 72          | 78          | 81          | 78          | 77,7     | 75,3     | 69       | 77       | 74,8  |
| Vento (direzione-m/s)        | NE 6,9       | E 6,9       | SW 6,6      | SW 6,2      | SW 5,6      | SW 5,2      | SW 5,1      | SW 4,8      | SW 5,2      | SW 6,0      | SW 6,5      | E 7,0       | 6,9      | 6,1      | 5,0      | 5,9      | 6,0   |

## Valori estremi

### Temperature estreme mensili dal 1961 ad oggi
In base alle osservazioni effettuate dal novembre 1961 ad oggi, i valori estremi di temperatura registrati dalla stazione meteorologica sono i 40,4 °C dell'agosto 2017 e i -11,7 °C del gennaio 1963. Nella tabella sottostante sono riportati i valori estremi mensili di temperatura della serie storica dal novembre 1961 ad oggi.
| Monte Argentario (1961-2025) | Mesi         | Mesi        | Mesi        | Mesi              | Mesi        | Mesi        | Mesi        | Mesi        | Mesi        | Mesi        | Mesi        | Mesi        | Stagioni | Stagioni | Stagioni | Stagioni | Anno  |
| Monte Argentario (1961-2025) | Gen          | Feb         | Mar         | Apr               | Mag         | Giu         | Lug         | Ago         | Set         | Ott         | Nov         | Dic         | Inv      | Pri      | Est      | Aut      | Anno  |
| ---------------------------- | ------------ | ----------- | ----------- | ----------------- | ----------- | ----------- | ----------- | ----------- | ----------- | ----------- | ----------- | ----------- | -------- | -------- | -------- | -------- | ----- |
| T. max. assoluta (°C)        | 18,6 (2008)  | 20,4 (2021) | 23,6 (2017) | 26,6 (2012, 2024) | 32,4 (2009) | 36,2 (2025) | 37,6 (2015) | 40,4 (2017) | 34,1 (2024) | 28,4 (2011) | 23,0 (2004) | 19,5 (2021) | 20,4     | 32,4     | 40,4     | 34,1     | 40,4  |
| T. min. assoluta (°C)        | −11,7 (1963) | −7,8 (2018) | −8,5 (1963) | −2,4 (2003)       | 1,0 (1991)  | 6,4 (1969)  | 8,8 (1970)  | 9,5 (1963)  | 5,7 (1971)  | 1,8 (1974)  | −3,0 (1998) | −9,7 (1962) | −11,7    | −8,5     | 6,4      | −3,0     | −11,7 |

### Temperature estreme decadali dal 1961 in poi
Di seguito sono riportate le temperature estreme decadali registrate dal 1961 in poi, con la relativa data in cui si sono verificate.
| Decadi          | Temperature massime assolute e relative date | Temperature minime assolute e relative date       |
| --------------- | -------------------------------------------- | ------------------------------------------------- |
| 1°-10 gennaio   | +17,8 °C il 5 gennaio 1999                   | -9,0 °C il 2 gennaio 1979                         |
| 11-20 gennaio   | +16,2 °C il 13 gennaio 2007                  | -8,0 °C il 15 gennaio 1963                        |
| 21-31 gennaio   | +18,6 °C il 28 gennaio 2008                  | -11,7 °C il 23 gennaio 1963                       |
| 1°-10 febbraio  | +18,4 °C il 7 febbraio 2011                  | -6,2 °C il 6 febbraio 2012                        |
| 11-20 febbraio  | +17,4 °C il 18 febbraio 2024                 | -5,4 °C l'11 febbraio 1986                        |
| 21-29 febbraio  | +20,4 °C il 24, 26 febbraio 2021             | -7,8 °C il 26, 27 febbraio 2018                   |
| 1°-10 marzo     | +20,2 °C il 1º marzo 2012                    | -8,5 °C il 1º marzo 1963                          |
| 11-20 marzo     | +21,2 °C il 17 marzo 2014                    | -6,2 °C il 15 marzo 1962                          |
| 21-31 marzo     | +23,6 °C il 30 marzo 2017                    | -4,0 °C il 26 marzo 1962                          |
| 1°-10 aprile    | +25,8 °C il 6 aprile 2016                    | -2,4 °C l'8 aprile 2003                           |
| 11-20 aprile    | +26,6 °C il 14 aprile 2024                   | 0,0 °C il 20 aprile 1991                          |
| 21-30 aprile    | +26,6 °C il 28 aprile 2012                   | +0,6 °C il 21 aprile 1991                         |
| 1°-10 maggio    | +29,0 °C il 5 maggio 2003                    | +1,0 °C il 7 maggio 1991                          |
| 11-20 maggio    | +29,2 °C il 18 maggio 2015                   | +4,2 °C il 18 maggio 1991                         |
| 21-31 maggio    | +32,4 °C il 25 maggio 2009                   | +4,0 °C il 31 maggio 1963                         |
| 1°-10 giugno    | +33,4 °C il 10 giugno 2014                   | +6,4 °C il 7 giugno 1969                          |
| 11-20 giugno    | +35,6 °C il 13 giugno 2003                   | +7,6 °C l'11 giugno 1962                          |
| 21-30 giugno    | +36,2 °C il 29 giugno 2025                   | +7,2 °C il 27 giugno 1978                         |
| 1°-10 luglio    | +35,8 °C il 3 luglio 2015                    | +10,0 °C il 10 luglio 1969                        |
| 11-20 luglio    | +37,2 °C il 20 luglio 2015                   | +8,8 °C il 16 luglio 1970                         |
| 21-31 luglio    | +37,6 °C il 22 luglio 2015                   | +10,3 °C il 23 luglio 1976                        |
| 1°-10 agosto    | +40,4 °C il 3 agosto 2017                    | +12,8 °C il 2 agosto 1977                         |
| 11-20 agosto    | +38,2 °C il 12 agosto 2021                   | +11,6 °C il 19 agosto 1972                        |
| 21-31 agosto    | +37,0 °C il 21 agosto 2011                   | +9,5 °C il 30 agosto 1963                         |
| 1°-10 settembre | +34,1 °C il 1º settembre 2024                | +8,6 °C l'8 settembre 1963                        |
| 11-20 settembre | +32,6 °C l'11 settembre 2008                 | +5,7 °C il 18 settembre 1971                      |
| 21-30 settembre | +30,6 °C il 22 settembre 1987                | +6,6 °C il 25 settembre 1962                      |
| 1°-10 ottobre   | +28,4 °C il 5 ottobre 2011                   | +5,0 °C il 2 ottobre 1974 e il 7 ottobre 1994     |
| 11-20 ottobre   | +26,2 °C il 12 ottobre 2011                  | +3,0 °C il 20 ottobre 2007                        |
| 21-31 ottobre   | +25,0 °C il 21 ottobre 2012                  | +1,8 °C il 31 ottobre 1974                        |
| 1°-10 novembre  | +23,0 °C il 4 novembre 2004                  | +0,3 °C il 10 novembre 1981                       |
| 11-20 novembre  | +18,6 °C il 17 novembre 1986                 | -2,0 °C il 20 novembre 1998                       |
| 21-30 novembre  | +17,4 °C il 28 novembre 2002                 | -3,0 °C il 21 novembre 1971 e il 21 novembre 1998 |
| 1°-10 dicembre  | +17,0 °C il 5 dicembre 1988                  | -7,5 °C il 3 dicembre 1962                        |
| 11-20 dicembre  | +17,0 °C il 12 dicembre 1961                 | -9,2 °C il 17 dicembre 1961                       |
| 21-31 dicembre  | +19,5°C il 31 dicembre 2021                  | -9,7 °C il 24 dicembre 1962                       |